# Tompa Eszter-gyilkosság
A Tompa Eszter-gyilkosság a Győr-Moson-Sopron Megyei Rendőr-főkapitányság 14 évig megoldatlan bűnügye volt.
2003. szeptember 22-én egy tolvaj, Süslecz Attila véletlenül elütötte a biciklivel hazafelé tartó Tompa Esztert. A pánikba esett férfi azt hitte, a lány meghalt, ezért a csomagtartójába tette a testét, hogy elrejtse. Eszter azonban ekkor még életben volt, ám amikor magához tért, a férfi attól való félelmében, hogy feljelenti, és lelepleződik más bűncselekményei miatt, brutális kegyetlenséggel megölte a Győrhöz közeli Sashegypusztánál.
Süslecz Attila egy véletlennek köszönhetően bukott le 2017-ben, mivel nem sokkal korábban egy másik lopási bűncselekményt követett el, és a helyszínen rögzített DNS-minták egyezést mutattak a Tompa Eszter holttestének megtalálása helyén vett mintákkal.

## Az áldozat
Tompa Eszter pincérnőként dolgozott Győrben. Az akkor 22 éves lány biciklivel indult Sashegypusztára azon a napon is, mivel ott élt nagyanyja, akinek ebédet vitt. Útközben még találkozott két kiskorúval (egy 13 és egy 5 éves kislánnyal), akik szintén arra kerékpároztak, és akiknek még köszönt is. A gyerekek még láttak elmenni ugyanazon az útvonalon egy régi, tévesen bordó színűnek vélt, ám ismeretlen típusú gépkocsit, ami háromszáz méter megtétele után megállt. Kiszállt belőle egy férfi, majd visszaült és elhajtott. A két lány elment a helyszínre, ahol megtalálták Tompa Eszter elhagyott biciklijét, a pincérnő azonban sehol sem volt már.
Másnap a Mosoni-Duna töltésén egy kutyasétáltató felfedezett egy női holttestet, Tompa Eszterét. A holttesten körülbelül 43 külsérelmi nyom is volt, de a halálát fojtogatás okozta.

## A nyomozás
A rendőrség eleinte arra gyanakodott, hogy Tompa Eszter szexuális indíttatású gyilkosság áldozata lehetett, ennek ellenére a vizsgálatok nem mutatták ki nemi erőszak jelét. Tompa Eszter keze egy bálazsineggel ráadásul össze volt kötözve, s ugyanolyan zsineggel is oltották ki az életét.
A két kislány vallomása alapján fantomrajz készült a feltételezett tettesről, ám visszaemlékezésük nem volt pontos (és utóbb kiderült, a rajzon látható arc nem is hasonlított az elkövetőre). A vallomásuk amiatt is rossz támpontot adott, hogy ők idősebbnek látták azt a bizonyos férfit.
A kocsi típusának meghatározását illetően is ellentmondások voltak. Egy későbbi szemtanú, egy középkorú nő azt állította, hogy a sashegypusztai kavicsbányánál látott egy bordó Volkswagen Passatot, aminek a rendszáma B-vel kezdődik, s amit egy férfi vezetett. A rendőrség a megyében minden Passat típusú gépkocsit ellenőrzött, még azokat is, amelyeknek nem B-vel kezdődik a rendszáma, de nem találtak semmit. Az akkori nyilvántartásokban ráadásul a bordó és piros szín keveredett.
A rendőrség először kevésbé tartotta valószínűnek azt, hogy Tompa Esztert véletlenül ütötték el, mivel sokkal gyakoribb az ilyen eseteknél, hogy a vétkes sofőr elhajt a helyszínről és cserben hagyja áldozatát. Mivel több külsérelmi nyomot találtak az áldozaton, ezért indultak ki abból a téves feltevésből, hogy a lányt megtámadták, elrabolták, majd megölték.
Minthogy a nyomozás egy helyben topogott, nyomravezetői díjat tűztek ki, de a rendőrség továbbra sem nyert használható információkat. A nyomozást a továbbiakban felfüggesztették.
Bár még 2003-ban nem volt kötelező a DNS-nyomok rögzítése, Koós András ezredes tanácsára a rendőrség gyógyszertári eszközök segítségével mintákat vett többek közt az áldozat bőréről és a zsinegről.

## A tettes leleplezése
A gyilkosság elkövetője, a gönyűi Süslecz Attila az eset idején 23 éves volt és teherautó-sofőrként dolgozott, ám jövedelme „kiegészítése” céljából gázolajlopásokat hajtott végre. A lopott gázolajat a sashegypusztai erdőben rejtegette, és szeptember 22-én is kiment oda piros színű, Opel típusú gépjárműjével.
A rendőrség 2010-ben kezdett rá felfigyelni egy apróbb lopás kapcsán. 2016. szeptember 5-én Süslecz társával a Győrszentivánhoz tartozó Nagyhegyről, egy kutyatenyésztőtől nagy értékű, francia buldog fajtájú kutyakölyköket, és egy csokoládébarna labradort tulajdonított el. A két tolvajt egy hónapon belül előállították, a lopást beismerték. Ekkoriban már kötelező volt a DNS-mintavétel, ami Süslecz esetében megtörtént. A rendszerben akkor már szerepeltek a 2003-as gyilkosságnál rögzített minták adatai is. Süslecz mintáját lefuttatták, s amely egyezést mutatott a Sashegypusztánál 2003-ban talált mintákkal.
Süslecz először még mindent konokul tagadott, ám több órányi kihallgatás után végül vallomást tett a rendőrségnek. Azon napon, amikor a lopott gázolaj rejtekhelyére tartott a sashegypusztai úton, vezetés közben a telefonját nézte, és az előtte haladó Tompa Eszter elkerülte a figyelmét, akit aztán elsodort. Kiszállt az autóból, és pánikba esve azt hitte, hogy a lány meghalt, ezért el akarván rejteni, a holttestét gépkocsija csomagtartójába tette, kerékpárját viszont otthagyta. Sokáig céltalanul bolyongott, majd lehajtott egy kies földútra, nem messze Bőnytől. A csomagtartót felnyitva vette észre, hogy Eszter még mindig él. A lány valószínűleg halálra rémült, s rúgkapálódzva ellenállt. Süslecz többször megütötte Esztert, bár ekkor még habozott, mi tévő legyen. Áldozatát végül megfojtotta, majd a töltésen hagyta a holttestet.
Gépkocsiját egy elhagyott helyre vitte, majd hazatérve azt állította ismerősének, hogy az autót ellopták, és emiatt feljelentést is tettek a rendőrségen. Másnap viszont a kocsiért ment, és átvitte Szlovákiába, ahol leadta egy feketén üzemelő autóbontónak.
Süslecz ezután hallgatásba burkolózott, és soha senkinek nem beszélt egy szóval sem arról, amit tett. Időközben megházasodott, és volt már lánya is, aki a tett elkövetése idején óvodába járt, s apja a gyilkosságot követően még elment érte.
Süslecz családi élete viharos volt, és közben több kisebb bűncselekményt is elkövetett.

## A büntetőeljárás
Süslecz Attilát minősített emberöléssel vádolta meg az ügyészség, amit aljas indokból, különös kegyetlenséggel követett el. Az ügyet a Győri Törvényszék előtt tárgyalták. A bíróság előtt Süslecz vállalta ugyan tettét, ám a minősítő körülményeket nem ismerte el. Saját szavai szerint akkor „rossz döntést hozott.”
A bíróság 2018. június 4-én hozott elsőfokú ítéletében Süslecz Attilát életfogytig tartó szabadságvesztéssel sújtotta, és 10 millió forintos bűnügyi költség megtérítésére is kötelezte. Az indoklásban a bíró helytállónak nevezte az aljas indokról és különös kegyetlenségről szóló vádakat, továbbá súlyosbító körülményként vette, hogy a vádlott majdnem másfél évtizedig hallgatott tettéről. Egyedüli enyhítő körülmény a vádlott beismerése volt.
Az ügyész a bírósági döntést tudomásul vette, Süslecz és védője Dr. Deák Andrea fellebbezést jelentettek be. A védő a minősítés megváltoztatását, míg az ügyészség az elsőfokú ítélet helybenhagyását kérte, ám a bíróság augusztus 28-án mégis helyben hagyta az elsőfokú döntést. Deák olyan kérdések tisztázására is ki akart volna térni, hogy miből vontak le pontos következtetéseket védence akkori állapotára nézve közel másfél évtized távlatából. A védelem szerint azt is figyelembe kellett volna venni, hogy mind az elkövetőt, mind pedig családját (amely végig kiállt mellette) felkavarták a történtek. Ezzel szemben az ügyészség az elsőfokú ítéletet törvényesnek, megalapozottnak és példásnak tartotta.
Ha Süslecz kórházba szállítja Tompa Esztert, akkor valószínűleg pénzbüntetéssel sújtották volna. Süslecz azonban jobban félt a lebukástól, így attól, hogy elveszítheti vezetői jogosítványát, állását, ezért inkább megölte Tompa Esztert és évekig magába fojtotta szörnyű titkát, saját magát is önámításba ringatva, mintha semmi sem történt volna.
Az áldozat édesanyja és nagyanyja időközben már elhunytak. Nevelőapja Körmendi Péter úgy nyilatkozott, hogy mindketten Eszter erőszakos és értelmetlen halála okozta fájdalom miatt haltak meg. Eszter édesanyja, Csilla csupán 47 éves volt, s lánya halálának idején is már súlyos betegséggel küszködött. Körmendi szerint képtelen és felfoghatatlan Süslecz állítása, hogy miért nem volt képes inkább orvoshoz vinni Esztert, mert véleménye szerint egy hivatásos sofőr, mint Süslecz nem cselekedhetett volna így. Körmendi sajnálja ugyanakkor a gyilkos családját is, akinek meg kell emészteniük azt, hogy évekig hazugságban éltek együtt egy ilyen emberrel.
Tompa Eszter a győri Szabadhegyi köztemetőben nyugszik, édesanyjával és nagyanyjával közös sírban.

## Hasonló esetek
2024 nyarán kerültek elő egy még 2000-ben eltűnt 11 éves kisfiú, Till Tamás földi maradványai egy bajai tanya melléképületéből, bebetonozva. Till Tamás ügye is hosszú évekig felderítetlen maradt, miként Tompa Eszteré. 2024. december 12-én a a Bács-Kiskun Vármegyei Főügyészség közleménye szerint elfogták Fehér Jánost, akit Till Tamás megölésével gyanúsítanak.